# Tiger Raid
Tiger Raid ist ein irisch-britisches Filmdrama aus dem Jahr 2016. Regie führte Simon Dixon, der zusammen mit Mick Donnellan und Gareth Coulam Evans auch das Drehbuch verfasste.

## Handlung
Die Soldaten Joe und Paddy arbeiten für eine private Sicherheitsagentur im Irak. Ihr Arbeitgeber ist ein Mann namens Dave. Joes und Paddys nächster Auftrag ist Shadha, die Tochter eines einflussreichen Mannes, zu entführen. Während ihres Einsatzes lernen die beiden einander immer besser kennen und erfahren mehr über die Vergangenheit des anderen. Das führt dazu, dass die Männer einander immer mehr misstrauen. Die Situation wird noch komplizierter als Paddy erkennen muss, dass Shadha seine einzig große Liebe ist, die er vor sechs Monaten verlassen hat. Jetzt muss er nicht nur seinen Auftrag zu Ende bringen, sondern auch Shadha vor seinem Partner schützen, der versucht diese zu vergewaltigen und zu töten.
Als Joe herausfindet, dass Shadha wichtiger für Paddy ist, als dessen Job schlägt Joe Paddy bewusstlos. Er redet mit Shadha um mehr über Paddys und ihre Vergangenheit zu erfahren. Shadha erzählt Joe, dass sie Paddy liebte, aber ihn auch nicht wiedersehen wollte. Paddy hatte sie gewürgt und sie unter Drogen gesetzt, um sie gefügig zu machen. Shadha hatte ihn nur geliebt um sich nicht ausschließlich hilflos und gefangen zu fühlen.
Joe weckt Paddy auf und erzählt diesem, dass Shadha ihn hasst. Paddy erwidert, dass Shadha die einzige Frau ist, die ihm je wichtig war. Joe erzählt Paddy daraufhin, dass er seinen Freund Ruby für Dave getötet hat. Ruby war die einzige Person, die Joe je geliebt hat. Joe meint, dass Paddy ein ähnliches Opfer für Dave erbringen soll, indem er Shadha tötet. Paddy erwidert, dass er lieber Dave töten möchte. Jedoch kann Paddy seinen Plan niemals in die Tat umsetzen, da Shadha diesen erschießt, gerade als Joe Paddy seine Liebe gesteht. Shadha verlässt das Gebäude. Währenddessen sieht Joe eine Vision von Ruby, dieser erklärt, dass sie alle für ihre Taten bezahlen müssen und dass Joe sein Leben beenden soll. Joe sprengt sich in die Luft.

## Hintergrund
Tiger Raid ist eine Adaptation von Mick Donnellans Bühnenstück Radio Luxembourg. Es ist eine Dixon Baxi Evans Production. Die internationalen Filmrechte werden von Bankside Films vertrieben. Tiger Raid wurde im Sommer 2014 in der jordanischen Wüste gedreht. Die Dreharbeiten fanden am Jordangraben an der Grenze zum Irak statt. Viele der Mitarbeiter kamen aus Jordanien. Die Hauptdarsteller sind Brian Gleeson als Joe, Damien Molony als Paddy und Sofia Boutella als Shadha. Der Film war der Debütfilm vom Regisseur und Drehbuchautor Simon Dixon.

## Veröffentlichung
Tiger Raid hatte seine Uraufführung im Frühling 2016 beim Tribeca Film Festival in New York. Danach wurde der Film auf vielen weiteren Filmfestivals gezeigt, bis er im Herbst 2016 auch in den irischen und britischen Kinos zu sehen war. Am 17. Oktober 2016 wurde eine englischsprachige DVD in Großbritannien und Irland veröffentlicht.

## Kritik
Hannah Wales lobt die herausragenden Leistungen der drei Hauptdarsteller Brian Gleeson, Damien Molony und Sofia Boutella, sowie den Dialog und das bemerkenswerte Drehbuch. Stefan Pape glaubt, dass Tiger Raid der Beginn einer erfolgreichen Filmkarriere für Simon Dixon sein kann.